# Sienciniszki
Sienciniszki (lit. Tintiniškės) – wieś na Litwie, w okręgu wileńskim, w rejonie wileńskim, w gminie Dukszty.
W źródłach pojawia się także pod nazwami Sinciniszki, Senciniszki i Sińciniszki.

## Historia
W dwudziestoleciu międzywojennym dwa zaścianki leżące w Polsce, w województwie wileńskim, w powiecie wileńsko-trockim, w gminie Mejszagoła. W 1931 miejscowość liczyła:
- Sienciniszki I - 18 mieszkańców, zamieszkałych w 2 budynkach,
- Sienciniszki II - 8 mieszkańców, zamieszkałych w 2 budynkach[1].

Po II wojnie światowej w granicach Związku Sowieckiego. Od 1991 na niepodległej Litwie.